# Contrarreforma

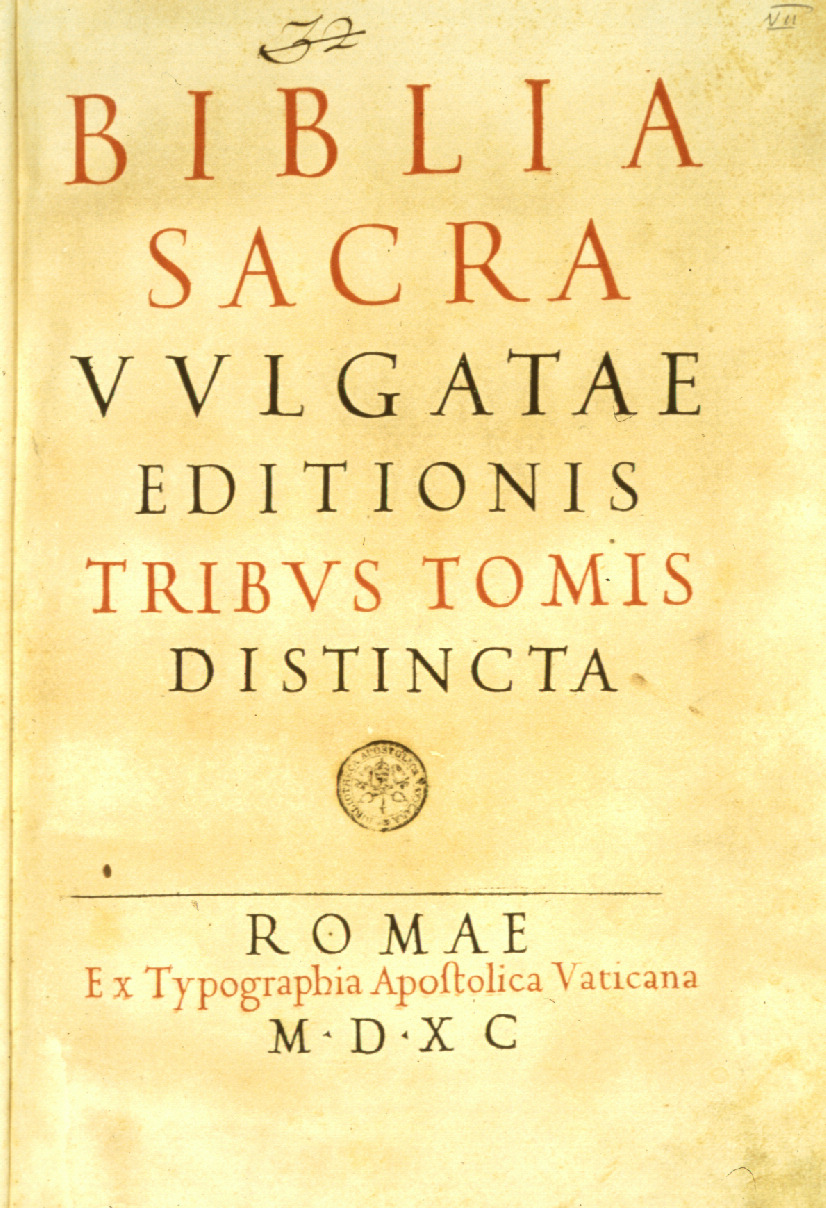
A Vulgata, tradução da Bíblia para o latim por São Jerônimo, foi adotada como texto oficial da Igreja Católica pelo Concílio de Trento em 1546.

A Contrarreforma (AO 1945: Contra-Reforma), ou Reforma Católica, é o movimento criado pela Igreja Católica a partir de 1545, e que, segundo alguns autores, teria sido uma resposta à Reforma Protestante (de 1517) iniciada por Martinho Lutero.
Em 1545, a Igreja Católica Romana convocou o Concílio de Trento (na cidade de Trento, desde 1918 território italiano) estabelecendo entre outras medidas, a retomada do Tribunal do Santo Ofício, a criação do Index Librorum Prohibitorum, com uma relação de livros proibidos pela Igreja e o incentivo à catequese dos povos do Novo Mundo, com a criação de novas ordens religiosas, dentre elas a Companhia de Jesus.
Outras medidas incluíram a reafirmação da autoridade papal, a manutenção do celibato eclesiástico, a reforma das ordens religiosas, a edição do catecismo tridentino, reformas e instituições de seminários e universidades, a supressão de abusos envolvendo indulgências e a adoção da Vulgata como tradução oficial da Bíblia.
Embora a Contrarreforma seja por vezes também chamada de Reforma Católica, este último termo na verdade refere-se ao conjunto de medidas de renovação espiritual, teológica e litúrgica com as quais a Igreja Católica tentou reformar as suas instituições mesmo antes do Concílio de Trento; já durante o Concílio de Constança, por exemplo, os padres conciliares esperavam uma reforma "no título e nos membros", mas foi só a partir da Reforma Protestante que esta necessidade se tornou urgente, materializando-se na aplicação das disposições conciliares tridentinas. A "Contrarreforma", portanto, foi também – mas não apenas – "Reforma Católica", assim como a "Reforma Católica" foi também – mas não apenas – "Contrarreforma".

## A Reforma
De acordo com Edward McNall Burns (professor de História da Rutgers University), o Renascimento foi acompanhado de um outro movimento — A Reforma: "Este movimento compreendeu duas fases principais: a "Revolução Protestante ou Reforma Protestante", que irrompeu em 1517 e levou a maior parte da Europa setentrional a separar-se da igreja romana, e a "Reforma Católica", que alcançou o auge em 1560.
Embora a última não seja qualificada de revolução, na verdade o foi em quase todos os sentidos do termo, pois pareceu que efetuou uma alteração profunda em alguns dos característicos mais notáveis do catolicismo da Idade Média".
Acontecimentos reformistas foram o Quinto Concílio de Latrão, os sermões reformistas de John Colet, a publicação do Consilium de Emendanda Ecclesia de Gasparo Contarini e a fundação do Oratório do Amor Divino.
Para McNall Burns, a Contrarreforma não seria propriamente um movimento da Igreja Católica de reação à contestação iniciada por Martinho Lutero. A Revolução Protestante foi apenas uma das fases do grande movimento denominado como "Reforma", a outra fase foi a "Reforma Católica". Estudos recentes mostram que os primórdios do movimento reformista católico foram em tudo independentes da Revolução Protestante.
Daniel-Rops, da Academia Francesa, nega a existência de relações de causa e efeito entre a reforma católica e a reforma protestante: "Nem na ordem cronológica nem na ordem lógica temos o direito de falar de "contrarreforma" para caracterizar esse salto gigantesco, esse admirável esforço de rejuvenescimento e ao mesmo tempo de reorganização que, em cerca de trinta anos, deu à Igreja um rosto novo"…"Se, cronologicamente, a Reforma Católica não é uma "contrarreforma", também não é no processo do seu desenvolvimento".
Daniel-Rops afirma que "o capitão
Inácio de Loyola, ferido em Pamplona, não escreveu nenhum tratado sobre a estratégia anti-herética, mas os "Exercícios Espirituais"; e nem foi o ódio contra a tese luterana, mas o amor de Deus, que iluminou o rosto do São Caetano diante do presépio em Santa Maria Maggiore na noite de Natal 1517.
G. Battelli no Dizionario di Storiografia online, afirma que a maioria dos historiógrafos católicos e protestantes, hoje distinguem claramente a "Reforma católica" da "Contrarreforma", o primeiro deles, no final do século XIX, foi o protestante Maurenbrecher.

## Contexto

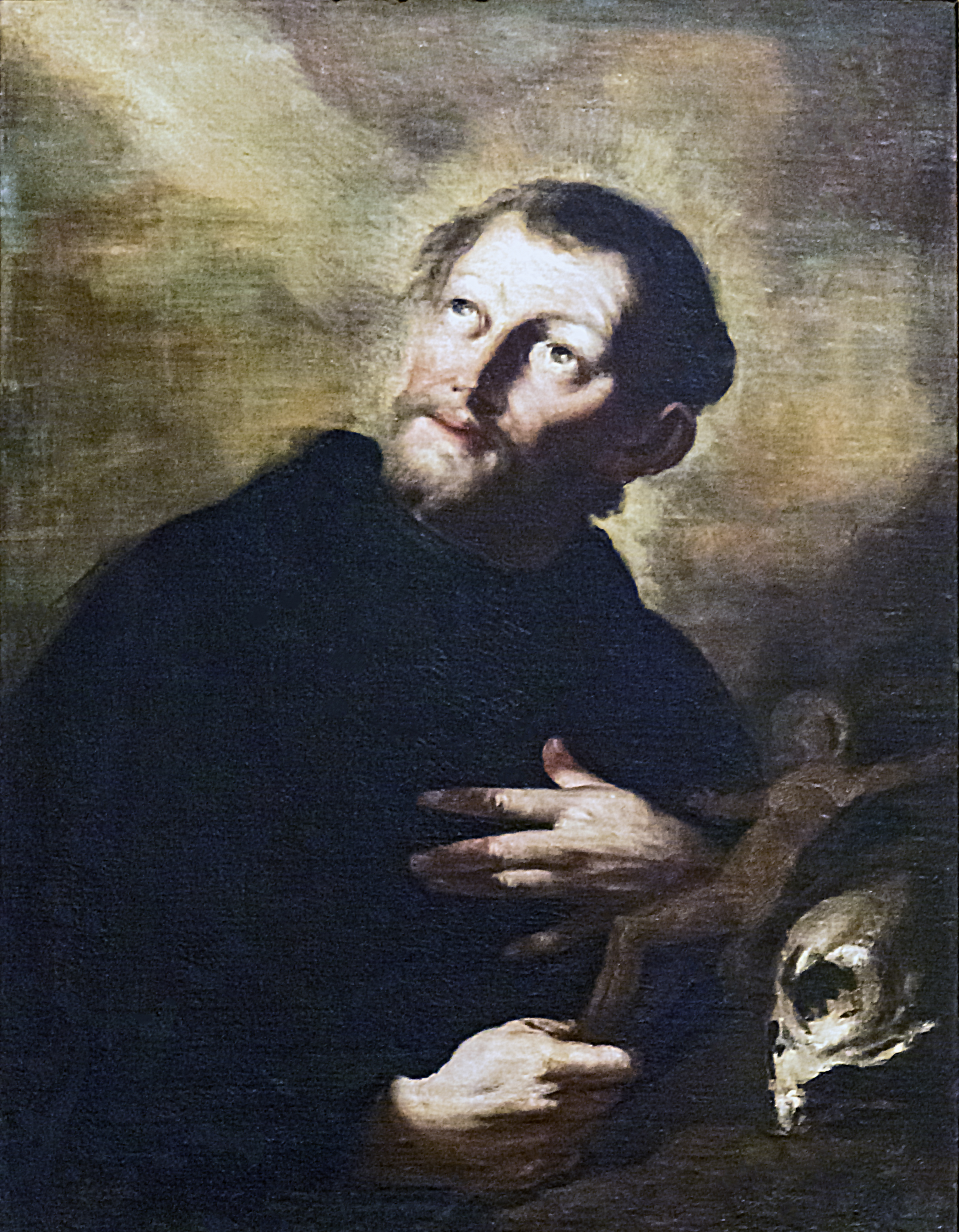
Filipe Néri contribuiu para a renovação da vida cristã através da sua obra de direção espiritual

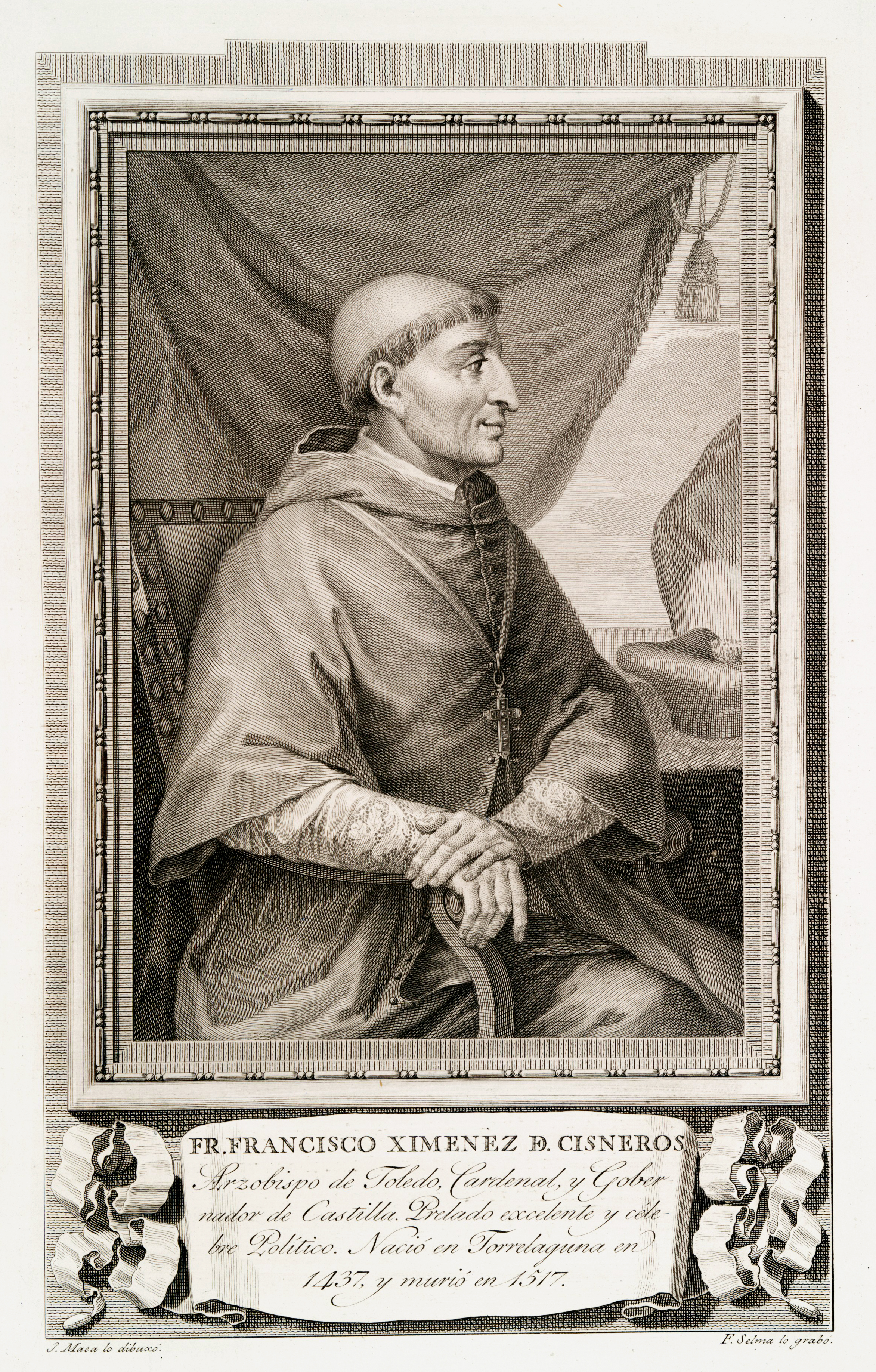
O Cardeal Cisneros foi precursor da Reforma católica na Espanha

Em decorrência da Reforma Protestante, o mundo cristianizado ocidental, até então hegemonicamente católico, viu-se dividido entre cristãos católicos e cristãos protestantes, estes não mais alinhados com as diretrizes da Santa Sé.
Em 1517 o Papa Leão X ofereceu indulgências para aqueles que dessem esmolas para reconstruir a Basílica de São Pedro em Roma. Abusos em sua província na Saxônia, principalmente envolvendo a propaganda agressiva de Johann Tetzel, teria provocado Martinho Lutero a escrever suas 95 Teses (Tetzel seria inclusive punido por Leão X por seus sermões, que ia muito além dos ensinamentos reais sobre as indulgências).
Embora Lutero não negasse o direito da Igreja de conceder perdões e penitências, ele não acreditava que dar esmolas seria uma boa ação, mas um ato semelhante à compra das indulgências e o perdão das penas temporais.
Posteriormente as críticas de Lutero se direcionaram para um campo teológico mais amplo, tais como os sacramentos, liturgia, pecado original e outros temas. Em 1519 Lutero foi acusado de heresias, pelo que tinha publicado, e as autoridades eclesiásticas exigiram que ele se retratasse.
Em 1520 o Papa condenou alguns dos principais pontos da nova doutrina por meio da bula Exsurge Domine e exigiu que Lutero se retratasse em um prazo de 70 dias a partir da sua publicação, no prazo final foi o dia em que Lutero queimou a sua cópia da bula juntamente com o Código de Direito Canônico.
Todas as regiões que estavam insatisfeitas com a tradição católica no Ocidente passaram a ser designadas de igrejas protestantes, pois na Dieta de Worms os príncipes alemães protestaram para que o Imperador Carlos V, do Sacro Império Romano-Germânico, permitisse que eles professassem as suas fés.
O movimento luterano recebeu grande apoio especialmente de príncipes e da pequena nobreza, que expropriaram as terras e as demais riquezas da Igreja Católica.

## Primórdios da Reforma católica

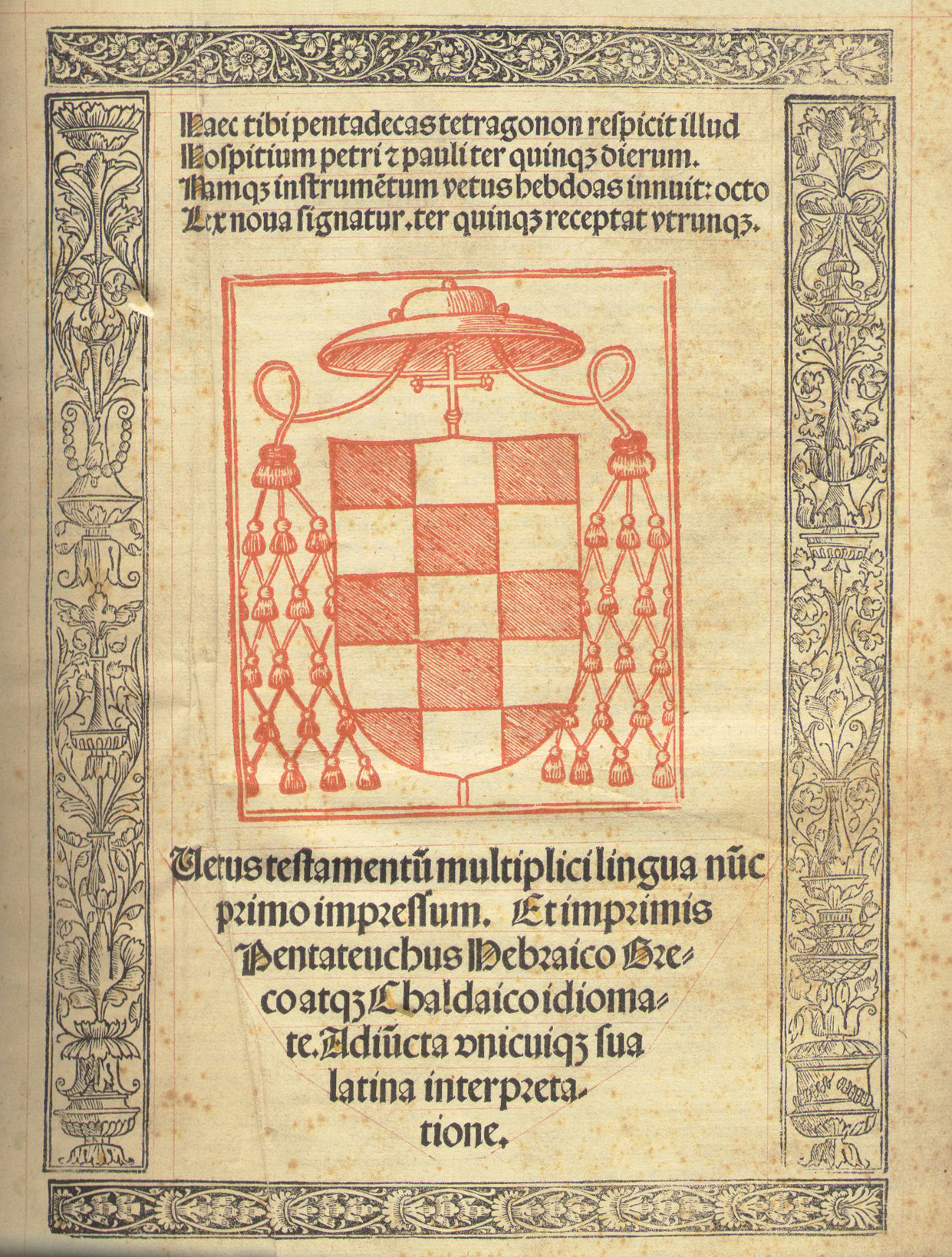
Primeira página da Bíblia Poliglota Complutense do Cardeal Cisneros, Sec.XVI

Segundo Daniel-Rops, "Já na segunda metade do século XV, tudo o que havia de mais representativo entre os católicos, todos os que tinham verdadeiramente consciência da situação, reclamavam a reforma, por vezes num tom de violência feroz, e mais frequentemente como um ato de fé nos destinos eternos da 'Ecclesia Mater'".

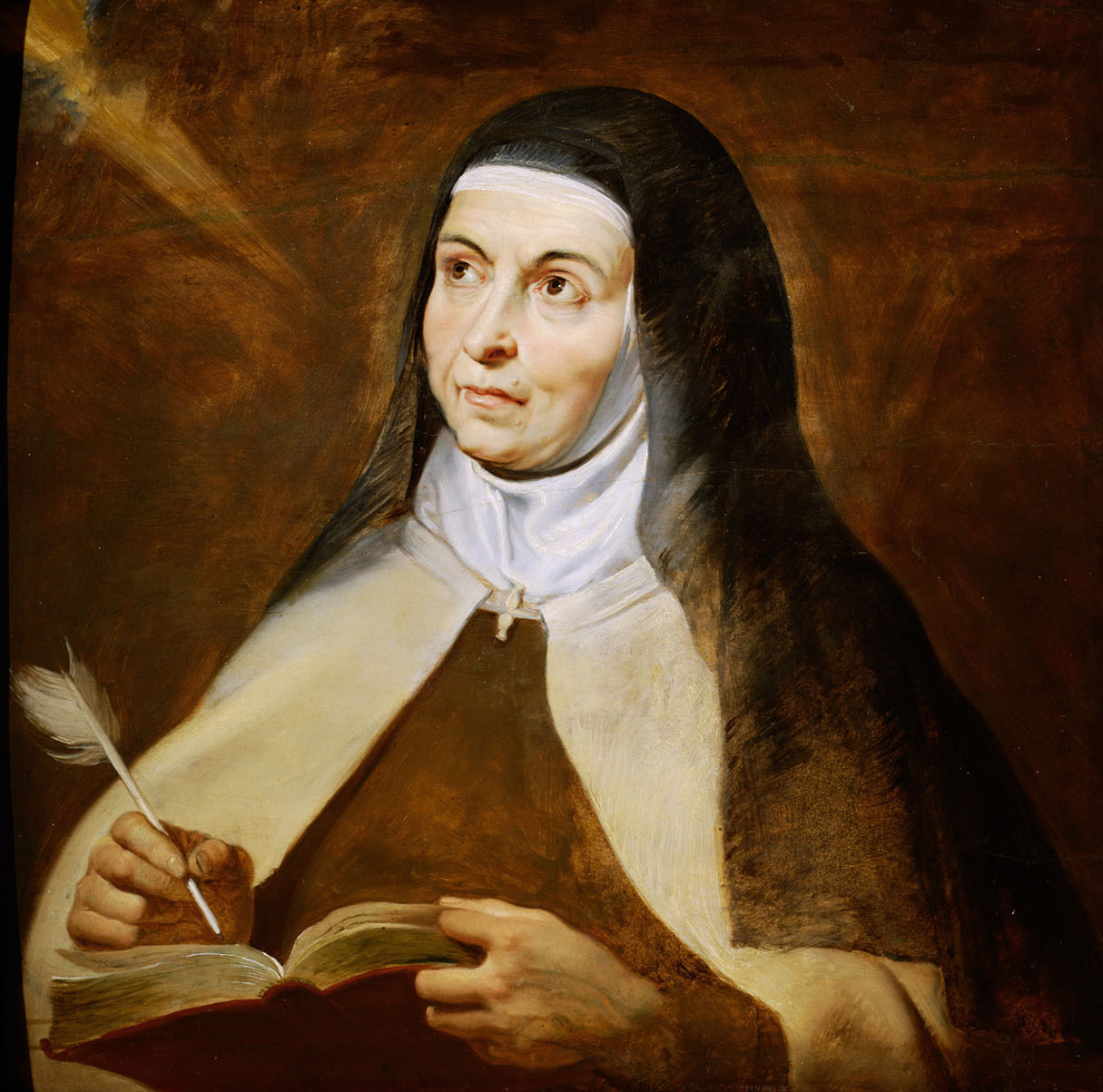
Teresa de Ávila, reformadora das Carmelitas

Na Alemanha destacava-se Nicolau de Cusa, mas a Espanha foi que sobressaiu-se como vanguarda da Reforma Católica em fins do século XV.
Os reis católicos consideraram a reforma eclesiástica como uma parte essencial da restauração do Estado, o que norteou a sua política.
O Cardeal Cisneros, com a aprovação da monarquia, reformou os franciscanos com São Pedro de Alcântara e a vida monástica, em especial a dos beneditinos naquele país.
A Universidade de Alcalá, fundada pelo Cardeal Francisco de Cisneros, foi um grande centro de estudos teológicos e humanísticos e fez publicar a célebre Bíblia Poliglota Complutense, em seis volumes em 1517 editada em hebraico, latim e grego.
A Igreja espanhola, nas primeiras décadas do século XVI era, sem dúvida, a de maior nível espiritual e científico do continente.
A obra de renovação espiritual do clero e do povo levada a efeito por São João de Ávila constitui um capítulo à parte na história religiosa do século XVI.
Santa Teresa de Ávila reformou a Ordem do Carmelo e São João da Cruz estendeu a reforma aos frades Carmelitas.
Foram reformadas nessa época antigas ordens religiosas como a dos Beneditinos por Didier de la Cour e a Congregação de São Mauro na França; os Cistercienses por João Batista de la Barrière Abade de Notre-Dame de Feuillans; os Trapistas, por Rancé, Abade de Trappe; os Agostinianos foram reformados por Pedro Fourier; os Premonstratenses, por Lacruels (Lairvelz).

### As Ordens e Congregações Religiosas no século XVI
Além do Concílio de Trento, o segundo fator da verdadeira Reforma Católica, foram as Ordens e Congregações religiosas. O período quinhentista viu surgir uma florescência de congregações religiosas que muito cooperaram para o sucesso da Reforma.
A mais importante fundação religiosa, no entanto, neste século foi a da Companhia de Jesus por Santo Inácio de Loyola; os seus membros não viveriam uma vida monástica e não rezariam as "Horas" juntos no Coro (algo que escandalizou alguns membros da Cúria Romana). Aos três votos clássicos de pobreza, castidade e obediência acrescentariam o de estar sempre à disposição do Papa. A ordem foi aprovada pelo Papa Paulo III em 25 de setembro de 1540 pela Bula Regimini Militantis Ecclesiae. Quando o seu fundador morreu esta ordem contava com mais de mil membros e meio século depois com 13 000. Os jesuítas prestaram o mais relevante serviço ao Pontificado no trabalho da Reforma Católica com as suas missões, a formação do clero, os Exercícios Espirituais e a educação da juventude, na propagação da fé católica e no ensino da sua doutrina.
Francisco Xavier, jesuíta, em poucos anos esteve na Índia, Malaia e Japão e converteu dezenas de milhares de pagãos, à sua passagem surgiam novas comunidades cristãs. Segundo Burns, deveu-se em grande parte ao trabalho da Companhia de Jesus "o fato de a Igreja Católica ter recuperado muito de sua força a despeito da secessão protestante". A Igreja nos séculos XVI e XVIII muito ficou a dever à Companhia de Jesus, especialmente na Renânia, Vestefália, Baviera e Áustria. Os jesuítas ali alcançaram grande prestígio nas universidades, a mais famosa delas a Universidade de Ingolstadt, dirigiram diversas outras e escolas superiores, cuja frequência diminuiu durante a Guerra dos Trinta Anos.

### As ordens e congregações italianas

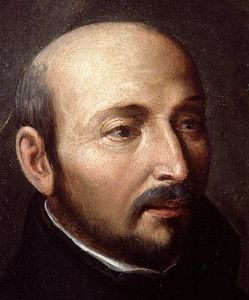
A Companhia de Jesus fundada por Inácio de Loyola foi de grande importância na obra da Reforma Católica

Também na Itália davam-se inquietações por uma renovação cristã, desde o início do século XVI, um grupo de clérigos fervorosos vinha trabalhando para tornar os sacerdotes da sua igreja mais dignos da missão que lhes cabia". Ali surgiram a Ordem dos Teatinos (1524), austeros e ascéticos, fundados pelos Cardeais Caetano de Thiene e Carafa, dentre os desta ordem se destacaria também Santo André Avelino que pelo seu zelo receberia encargos reformadores, dentre eles o de reformar os costumes do mosteiro feminino de Sant'Arcangelo a Baiano.
Também são desta época a Ordem dos Barnabitas (do claustro de São Barnabé (1534), fundada por Antônio Maria Zaccaria, auxiliado por Bartolomeu Ferreira e Morigia com o escopo de educar a juventude e pregar missões; os Somascos (a primeira casa foi em Somasca), fundados por S. Jerônimo Emiliano, fidalgo veneziano, com alguns padres lombardos, com a finalidade de cuidar dos órfãos, dos pobres e doentes; os Oratorianos, de São Filipe Néri e do Cardeal Bérulle; os Oblatos de Santo Ambrósio idealizados por Carlos Borromeu para atender à cura d'almas e auxiliar o Arcebispo de Milão; os Capuchinhos como um novo tronco dos Franciscanos, alcançando grande popularidade pela austeridade de vida, dedicação ao ensino, aos pobres e doentes, as Ursulinas de Angela Merici, em Bréscia e a Congregação de Nossa Senhora, para formar educadoras de moças, segundo as normas de Pedro Fourier, dentre outras organizações religiosas, foram manifestação da renovação da vida espiritual e do ânimo reformista na Igreja Católica neste período.

## Apogeu da Reforma Católica

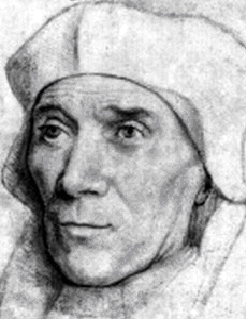
O Cardeal e mártir John Fisher, por Hans Holbein, o Jovem

O apogeu da Reforma católica, no entanto, se deu com os papas reformistas. O primeiro deles foi Adriano VI (1522-1523), que procurou moralizar os costumes da Cúria Romana e combater os desperdícios. Convocou a Dieta de Nuremberga na qual o seu legado reconheceu as culpas da Igreja e procurou estabelecer a união de França e Espanha. Sucedeu-lhe o Papa Clemente VII com um governo de onze anos (1523-1534). Inábil politicamente, aliou-se ao rei francês Francisco I que foi derrotado por Carlos V na disputa pelo cargo de Imperador Romano e por isto teve de suportar o Saque de Roma pelos Lansquenetes.
Os papas Paulo III, Paulo IV, Pio V e Sixto V, que cobriram um período que vai de 1534 a 1590, foram os mais zelosos reformistas que presidiram a Santa Sé desde Gregório VII. As finanças da Igreja foram reorganizadas e os cargos foram ocupados por padres e religiosos de reconhecida fama de disciplina e austeridade e foram rigorosos com os clérigos que persistiam no vício e no ócio. A ação dos papas reformistas foi completada com a convocação do Concílio ecuménico que se reuniu na cidade de Trento. Foi sob a ação destes papas que a Reforma Católica alcançou o seu auge.
Quando da sua eleição, o Papa Paulo III (Cardeal Alexandre Farnese) tinha 66 anos e parecia fraco e doente, mas pôs mãos à obra com grande energia. Era um reconhecido diplomata e estadista e decidiu convocar um Concílio. Começou a reforma da Igreja a partir da própria Cúria. Reformou o Colégio Cardinalício nomeando homens como John Fisher, Giacomo Simonetta, Gasparo Contarini, Reginaldo Pole, João Pedro Carafa, Fregoso, Tomás Badia, Gregório Cortese e Giovanni Gerolamo Morone. John Fisher, como Thomas Morus, morreria mártir pelas mãos de Henrique VIII, outros viriam a ser canonizados como John Houghton, mártir também. Após reformar o colégio de cardeais, Paulo III empreendeu a reforma do clero e das ordens religiosas, especialmente os agostinhos, os dominicanos e os franciscanos.

### Consilium de emendanda Ecclesia
Paulo III nomeou uma comissão preparatória dos trabalhos do concílio composta de nove membros. Dentre eles contavam João Mateus Gilberti, bispo de Verona que já havia reformado a sua própria diocese, e o beneditino Gregório Cortese, reformador da sua abadia em Veneza. Estes foram auxiliados por Jacopo Sadoleto, bispo de Carpentras, pelo teatino João Pedro Carafa, futuro Paulo IV, bem como por Reginaldo Pole, na época ainda leigo, ajudaram os primeiros a redigir o célebre Concilium de emendanda Ecclesia, no qual ficaram listadas as reformas mais urgentes e importantes que se deviam fazer. Participaram também deste trabalho Frederico Fregoso, bispo de Gubbio, Jerônimo Aleandro, bispo de Bríndisi e o dominicano Tomás Badia, então mestre do Sacro Palácio.
Dentre as reformas mais urgentes que constaram do documento estavam: Breviário, cura de almas, digna promoção às ordens sacras, vigilância sobre escolas e livros, reforma dos religiosos, especiais provimentos sobre o culto divino e a tutela da moralidade em Roma.

## O Concílio de Trento

### Primeira etapa

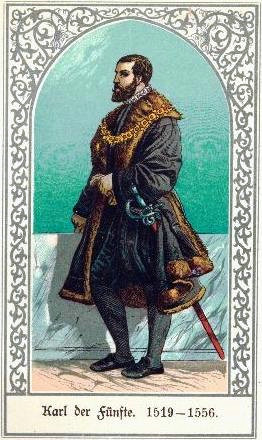
Carlos de Habsburgo, V Imperador do Sacro Império Romano-Germânico e I da Espanha, interferiu nos trabalhos do Concílio.

O acontecimento central da Reforma Católica foi a convocação do Concílio de Trento. O imperador Carlos V desejava a reunião do Concílio na esperança de que ele trouxesse de volta a unidade religiosa do seu Império. Entretanto, outro grande monarca católico, Francisco I, da França em guerra quase permanente com o imperador temia que o concílio viesse fortalecer o seu adversário e não via com bons olhos a sua convocação. Chegou-se a uma solução de compromisso e escolheu-se Trento, no norte da Itália, para a sede do concílio. Por fim o Papa Paulo III reuniu os representantes máximos da Igreja no Concílio de Trento. A inauguração se deu em 19 de novembro de 1545. Paulo III nomeou presidentes do concílio os cardeais Reginaldo Pole, João Maria del Monte e Marcelo Cervini, futuro Marcelo II. Na sessão de abertura estavam presentes os legados pontifícios, 4 arcebispos, 22 bispos, e gerais de Ordens religiosas. Excluiu-se o voto por nação e estabeleceu-se o voto pessoal, concedido também aos abades e superiores gerais dos religiosos. Os protestantes reunidos em Worms nesse mesmo ano de 1545 decidiram por não se apresentar ao concílio sob a alegação que este deixava de ser livre por ser apadrinhado pelo Papa, o que impossibilitou-lhes desde logo uma conciliação com a Igreja.

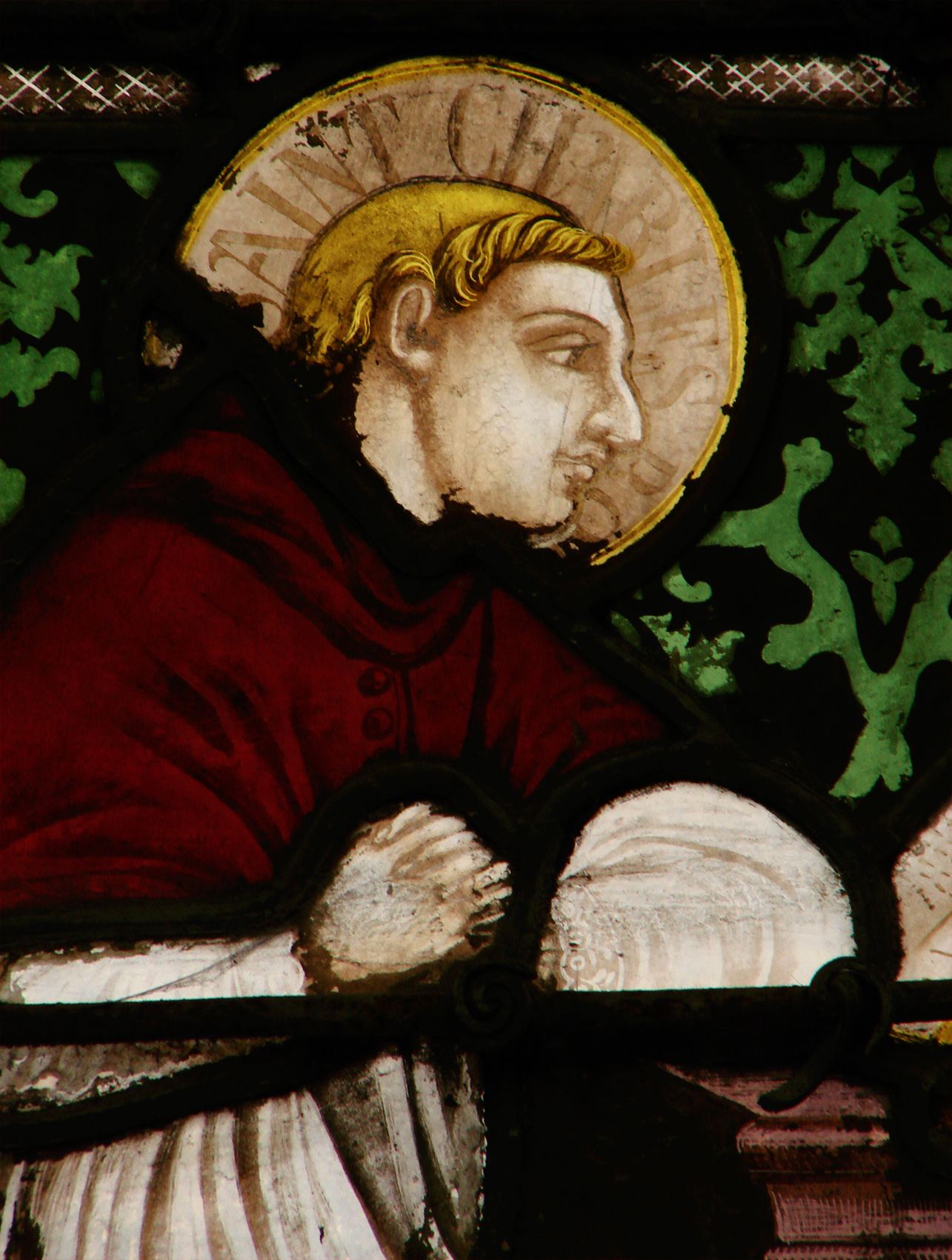
S. Carlos Borromeu destacou-se como zeloso reformador católico

Na IV sessão, declarou-se a autenticidade da Vulgata Latina e se reconheceu como fonte da verdade revelada a Tradição Apostólica. Determinou-se também o modo de imprimir a Bíblia e de a interpretar. Na V sessão, tratou-se do pecado original: sua existência, a perda da graça santificante, sua comunicação e consequência para toda a humanidade e a libertação dele pelo batismo, apesar de permanecer a concupiscência. Na VI sessão, esclareceu-se a doutrina da justificação, foram examinadas com cuidado a essência, as causas, os efeitos da justificação e o que foram considerados os erros opostos, e se firmou com exatidão a doutrina católica.
A doutrina dos sacramentos em geral e em especial o do batismo e a confirmação foi tratada na VII sessão, a VIII sessão estava marcada para 21 de abril de 1547, mas em 11 de março de 1547 os legados papais, alegando uma epidemia, decidiram a mudança do concílio para Bolonha — no fundo queriam subtrair a assembleia da influência de Carlos V que em janeiro de 1548 apresentou um protesto solene o que provocou a interrupção dos trabalhos em setembro de 1549 — ali se realizaram duas sessões sem proclamações solenes.

### Segunda etapa
Os trabalhos do concílio foram retomados no dia 1 de maio de 1551, agora sob o pontificado do Papa Júlio III sucessor de Paulo III, falecido em 1549. Cuidando de ter relações amigáveis com Carlos V e com o rei da França  o novo Papa conseguiu reabrir o concílio e retomá-lo do ponto em que havia sido suspenso. Nestas fase, na XIII sessão, promulgaram-se os decretos sobre a Sagrada Eucaristia, o sacramento da Penitência e a Extrema Unção (XIV sessão, em novembro de 1551) e tomaram-se medidas para a reforma do clero.
Nova suspensão do concílio.
Carlos V conseguiu que alguns príncipes e representantes de cidades protestantes comparecessem a Trento. A presença dos reformados pôs de manifesto a grande dificuldade da restauração da unidade cristã, passados mais de trinta anos de cisão religiosa. Não obstante isto a traição ao imperador por parte do eleitor Maurício, da Saxônia, que marchou com as suas tropas sobre Trento, obrigou a nova suspensão do concílio em 28 de abril de 1552 — Maurício pretendia um concílio independente do Papa. Desta vez a interrupção durou dez anos, dentre os quais se contam todos os anos do pontificado do Papa Paulo IV (1555–1559) que foi um zeloso reformador mas por vias não conciliares.
A Júlio III sucedera o Papa Marcelo II com um breve pontificado de 22 dias, e a este seguiu-se o Papa Paulo IV, o napolitano Cardeal Gian Pietro Carafa, co-fundador dos teatinos, homem enérgico, severo e austero, tinha 79 anos. Aliou-se politicamente com Henrique II de França contra Filipe II da Espanha o que lhe trouxe problemas políticos graves. As suas inimizades com a Casa de Áustria provocaram uma investida do Duque de Alba contra a Itália. Qualificou de heresia o pecado de simonia e monges e frades que haviam assumido cargos e funções eclesiásticas foram obrigados a regressar às suas ordens e mosteiros. Acabou-se com a mentalidade mundana dos eclesiásticos.

### Terceira etapa

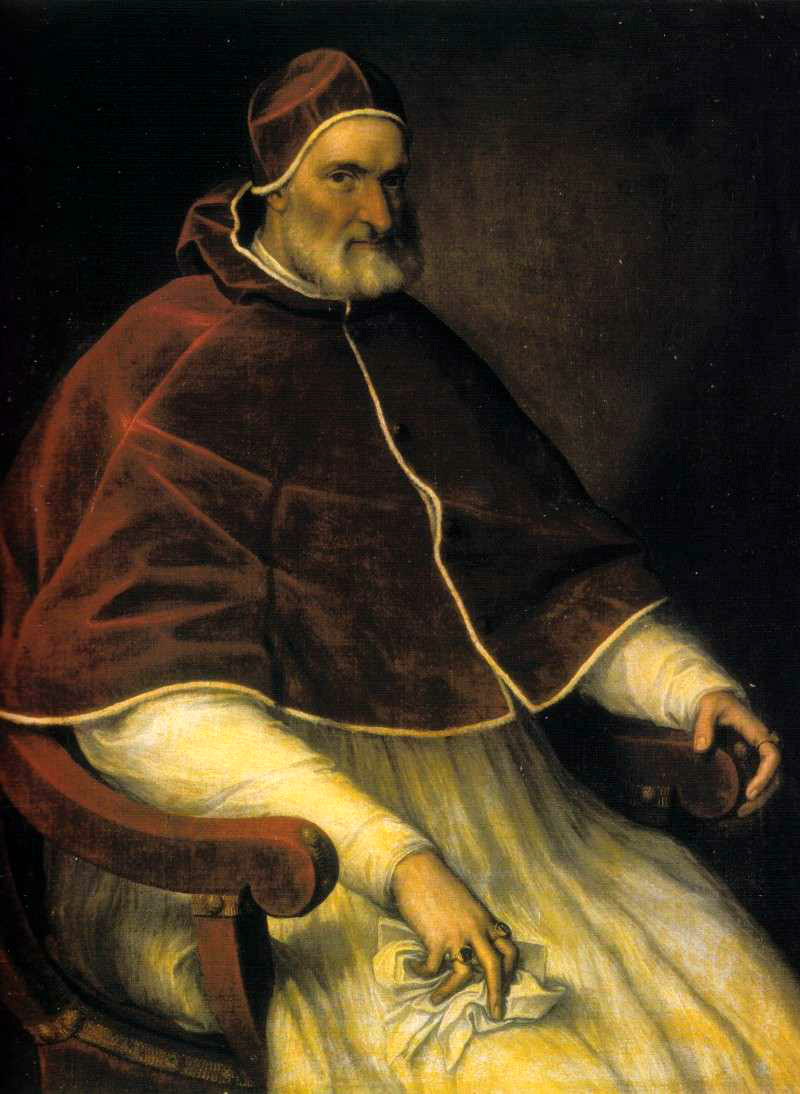
O Papa Pio IV, concluiu o concílio de Trento

Pio IV (1559–1565), tio de São Carlos Borromeu, sucedeu a Paulo IV, condenou a simonia e a venda das indulgências, e adiantou a reforma da Igreja, membro da família dos Médicis, procurou agir de forma mais diplomática, os soberanos católicos reconciliaram-se, e o concílio pode reiniciar os trabalhos. Enviou os Cardeais Ercole Gonzaga, o bispo Ósio e mais três para retomar os trabalhos, o que se fez em janeiro de 1562. Um decreto da XVIII sessão visava a censura dos livros e uma exortação conclamava os protestantes à reconciliação. Na XXI sessão tratou-se da comunhão sob ambas as espécies, declarando-a não ser de direito divino senão para o celebrante da missa e na sessão seguinte deixou-se este tema ao alvitre do Papa.
A presença do Cardeal de Lorena (Carlos de Guise) e dos bispos franceses acentuou as divergências com os espanhóis ao mesmo tempo que o embaixador imperial fazia sucessivas intervenções em nome de Fernando I. Em março de 1563 faleceu o presidente do concílio Cardeal Gonzaga, foi substituído pelo Cardeal Giovanni Morone que logo se entendeu pessoalmente com Fernando I de Habsburgo o que permitiu a continuidade dos trabalhos. A XXIII sessão dedicou-se ao sacerdócio cristão e ao Sacramento da Ordem. A XXIV sessão promulgou o Decretum de reformatione Matrimonii e ainda cânones disciplinares sobre o clero em geral, concílios provinciais, sínodos diocesanos, visitas pastorais e pregações.

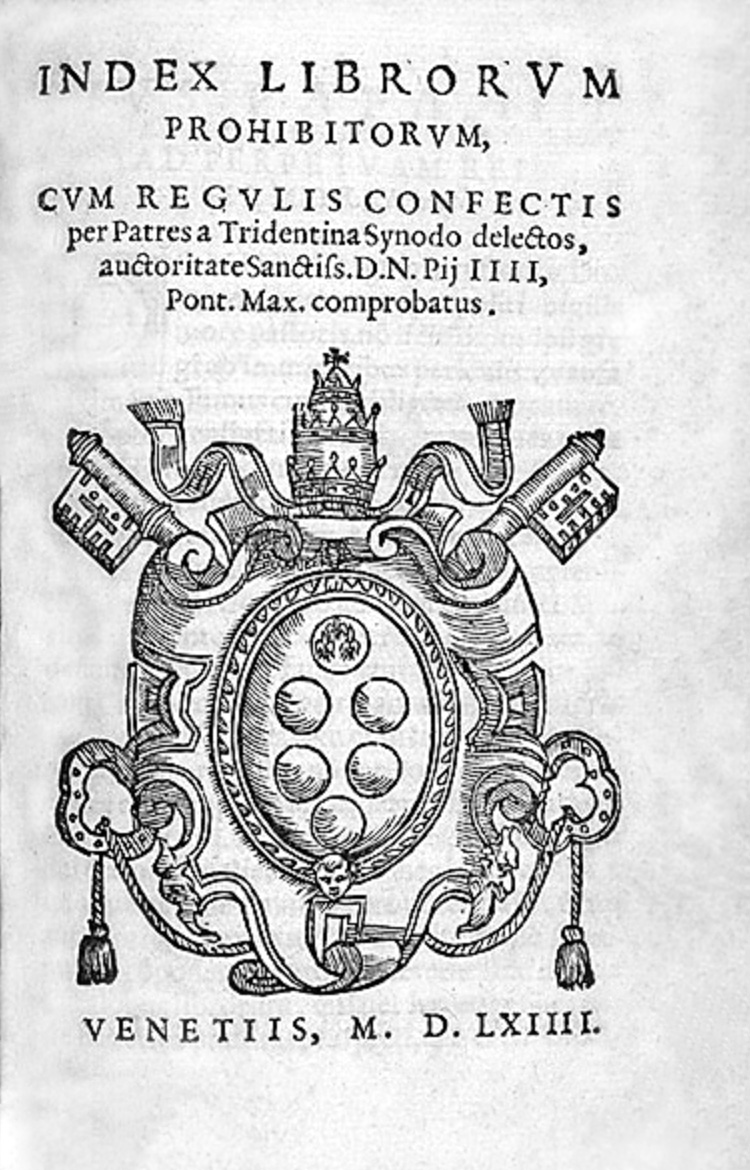
Index Librorum Prohibitorum - Livro com a "Lista dos Livros Proibidos".

Na XXV e última sessão se publicaram as definições dogmáticas sobre o purgatório, a legitimidade da invocação dos santos, das honras às relíquias, do Culto às imagens, e cânones disciplinares sobre as ordens religiosas e reformas. O Concílio deixou ao encargo do Papa a publicação do Catecismo, do missal e do breviário. Esta fase durou dois anos e serviu para concluir com feliz termo o grande empreendimento reformador da Igreja. No dia 4 de dezembro de 1563 foi encerrado o concílio de Trento. Contra o parecer de alguns cardeais e a pedido de São Carlos Borromeu o Papa Pio IV confirmou todos os seus decretos através da Bula pontifícia Benedictus Deus, no dia 26 de janeiro de 1564 e os fez publicar.
Não foi possível que Trento fosse um concílio unionista; entretanto foi grande o concílio da Reforma católica. No campo doutrinal declarou que a Revelação divina se transmitiu pela Sagrada Escritura — interpretada pelo Magistério da Igreja — e pela Tradição Apostólica. Abordou ainda o tema chave da "justificação" e, contra as teologias luterana e calvinista, ensinou e declarou que a graça divina e a cooperação livre e meritória da vontade humana operam em conjunto a justificação do homem. A doutrina sobre o Pecado Original, o Batismo, a Confirmação e os restantes Sacramentos e as notas próprias de cada um deles ficou definida em decretos dogmáticos e reafirmou-se que as "boas obras" são tão necessárias para a salvação quanto a "fé".
O Concílio confirmou também, como elementos essenciais da religião católica, como verdades absolutas (dogmas) a transubstanciação, a sucessão apostólica, a crença no purgatório, a comunhão dos santos e reafirmou o primado e a autoridade do Papa como sucessor de São Pedro. Ficou estabelecido que a Vulgata Latina, a tradução latina da Bíblia feita por São Jerônimo, seria a oficial da Igreja.
No campo disciplinar procurou-se com empenho por fim nos abusos existentes no clero, confirmou o celibato clerical e religioso, melhorou-se substancialmente a sua formação intelectual e cultural. Um episcopado plenamente dedicado ao serviço das almas, um clero bem formado e de elevada moralidade, foram metas da legislação do concílio.
A formação do clero se faria nos seminários — que deveria existir em cada diocese — tanto cultural como espiritual  e obrigou-se aos párocos a ensinar a catequese às crianças e a dar doutrina e instrução religiosa aos fiéis. Foi criado o "Index Librorum Prohibitorum" (Índice de Livros Proibidos) para evitar a propagação de ideias contrárias à fé da Igreja Católica. Segundo o historiador Eward Macnall Burns A maioria dos livros condenados é composta de tratados teológicos e não parece ter sido grande o efeito no sentido de retardar o progresso do conhecimento. Nem por isso a instituição do Índex deixou de ser um sintoma do câncer maligno da intolerância, a que não escaparam católicos nem protestantes.

## O Pós-concílio

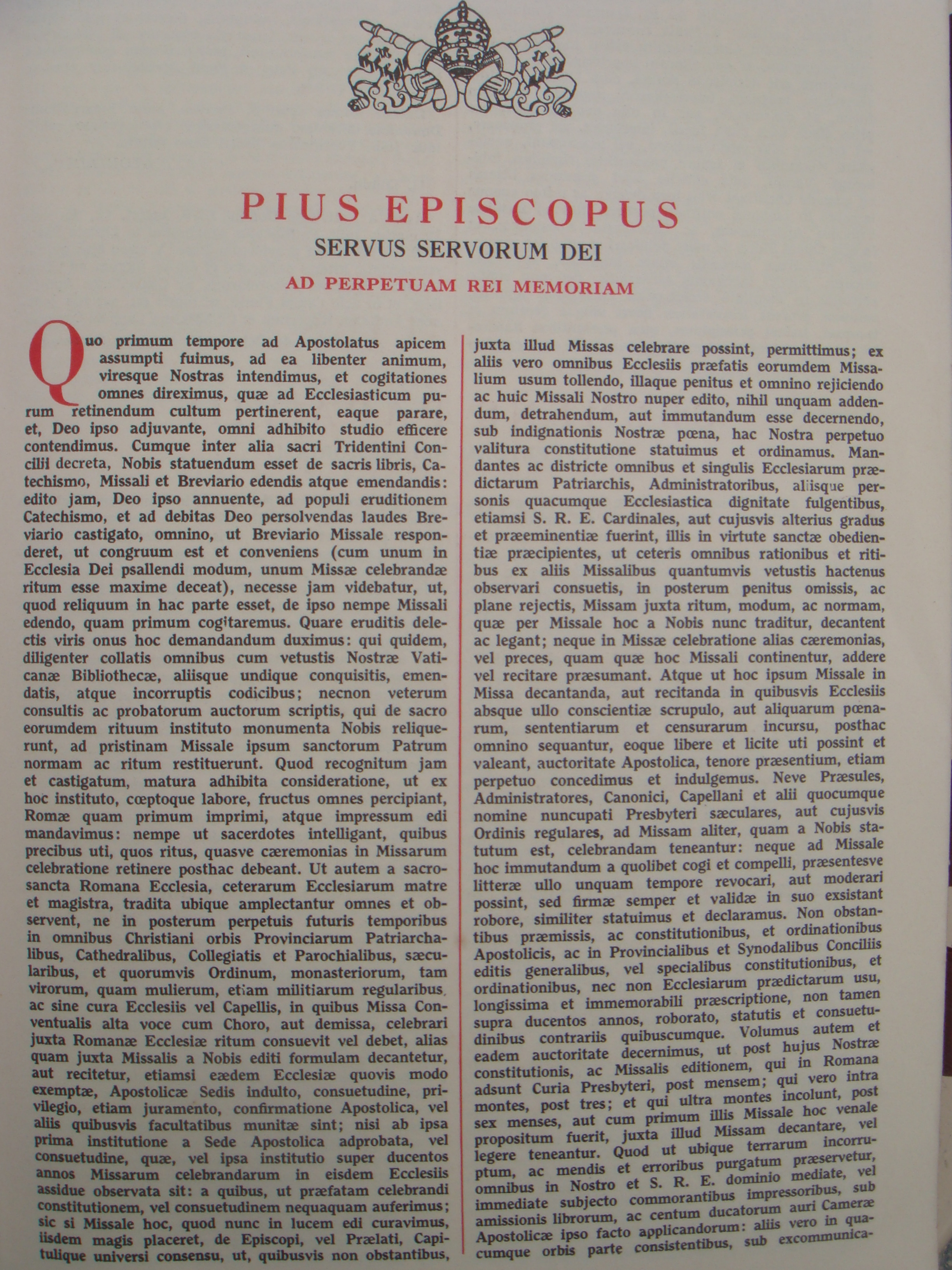
O texto da bula Quo primum tempore de Pio V, que reformou a liturgia da Igreja, em um Missal Romano, o decreto era publicado nos Missais até 1969.

O período que se seguiu ao Concílio de Trento foi marcado por uma grande renovação da vida católica. A Igreja recobrou novo vigor. A reforma fundada nos decretos e nas constituições tridentinas foi levada a efeito pelos papas que se sucederam. Publicou-se um Catecismo Romano, bem como por meio da bula Quo primum tempore, um Missal e um Breviário, por ordem de São Pio V (1566–1572), com o auxílio de Frei Bartolomeu dos Mártires e de Frei Luís de Granada. S. Pio V deu completa execução aos decretos do Concílio e continuou o saneamento dos costumes da Igreja e fomentou a criação de seminários para dotar os padres de uma cultura mais ampla.
A revisão da Vulgata Latina exigiu muitos estudos e grandes esforços e só foi aprovada no pontificado de Clemente VIII. O espírito tridentino deu oportunidade ao surgimento de bispos exemplares como São Carlos Borromeu, zeloso reformador da Cúria Romana romana enquanto Secretário de Estado e que, mais tarde, estendeu a reforma ao norte da Itália como arcebispo de Milão. São Filipe de Néri contribuiu para a renovação do espírito cristão fundando a Congregação do Oratório, dedicando-se à educação cristã da juventude e do povo e a obras de caridade. São José de Calassanz fundou as Escolas Pias e desenvolveu abnegada atividade de formação da juventude entre as classes populares e São Francisco de Sales difundiu a piedade pessoal — a vida devota — entre os leigos que viviam no meio do mundo.
S. Pedro de Alcântara levou a Reforma Católica a Portugal e muito a auxiliou São Tomás de Vilanova. Na Alemanha as reformas decretadas pelo concílio não tiveram o beneplácito do imperador Fernando I, mas seu sucessor Maximiliano II da Germânia foi dando publicação aos poucos em todo o império, ali se distinguiram na aplicação das leis eclesiásticas Daniel Breidel, Jacob d'Elz, Ernesto da Baviera e Teodósio de Fürstenberg, dentre outros. Filipe II de Espanha as publicou com reserva da cláusula salvo os direitos da coroa. A França aceitou com reservas as determinações do concílio apesar dos esforços dos bispos franceses.

Francisco Xavier levou o evangelho ao Japão e à China

Pela ação de missionários como São Francisco de Sales e de pregadores como São Pedro Canísio obteve-se a reconquista religiosa de uma porção importante dos povos do centro europeu, e ainda da Suíça, da Áustria, na Baviera, na Polônia, na Boécia e na Ucrânia. Portugal e Espanha levaram a fé católica para além-mar. Francisco Xavier e Matteo Ricci levaram o catolicismo ao Japão e à China. A obra da promoção cultural avançou paralelamente com a evangelizadora, enquanto se reunia o concílio já haviam sido fundadas nas Américas três universidades: a de São Domingos em 1538, as de Lima em 1551 e a do México em 1553.
Também são fruto e consequëncia da Reforma Católica levada a efeito pelo concílio a renovação da arte sacra cristã, com o surgimento do Barroco que é o estilo artístico da Reforma católica, arquitetura, escultura, pintura e a literatura foram impregnados pelo catolicismo barroco.
A cisão cristã definitiva, entretanto, entre católicos e protestantes se deu com o final da Guerra dos Trinta Anos e com a Paz de Vestfália (1648), com ela o avanço da reconquista católica na Alemanha ficou bloqueado, ali estabeleceu-se o princípio cuius regio eius religio, cada um siga a religião de seu príncipe, o que consagrou a fragmentação religiosa germânica num povo dividido em mais de trezentos principados e cidades.

## Pontífices reformadores
O Papa Paulo III (1534–1549) foi o organizador do Concílio de Trento e Júlio III (1550–1555) deu-lhe continuidade, Paulo IV (1555–1559) prosseguiu nas reformas da Igreja independente do Concílio e Pio IV (1560–1565) levou a bom termo a última fase do Concílio e teve a oportunidade de aprovar os seus decretos e de os por em execução.

### São Pio V
O Pio V (1566–1572) sucedeu a Pio IV. Era dominicano, conservou o hábito branco da sua Ordem, e era homem de vida simples, ascética e piedosa. Durante o seu pontificado São Tomás de Aquino foi declarado Doutor da Igreja, combateu o nepotismo e contribuiu para o bem e o prestígio da Igreja com suas qualidades morais "Fez do seu palácio um mosteiro e ele ´próprio foi um modelo de penitência, ascese e oração." Inspirou tudo à sua volta com os seus próprios pontos de vista elevados e uma nova vida e força logo foram vistos em todas as partes da administração papal. Pio V aplicou as leis com uma regularidade inabalável ao rico e ao nobre, bem como para o média e o pobre.
Seu rigor e vigor foram por vezes excessivos, sem dúvida, mas isto não teria parecido muito repreensível naqueles dias. No seu período a estima para com o papado cresceu, os núncios papais e os legados enfrentaram com firmeza os soberanos perante os quais foram enviados, e lutou com dignidade para a correção dos abusos. As reformas foram melhor aceitas pelos subalternos quando os superiores já as haviam abraçado. Mesmo os protestantes mencionavam este papa com respeito. Bacon falou deste "excelente Papa Pio V, de quem eu me pergunto que seus sucessores não o tenham declarado santo" ("De uma Guerra Santa", em suas obras, ed. de 1838, I, 523).

### Lepanto

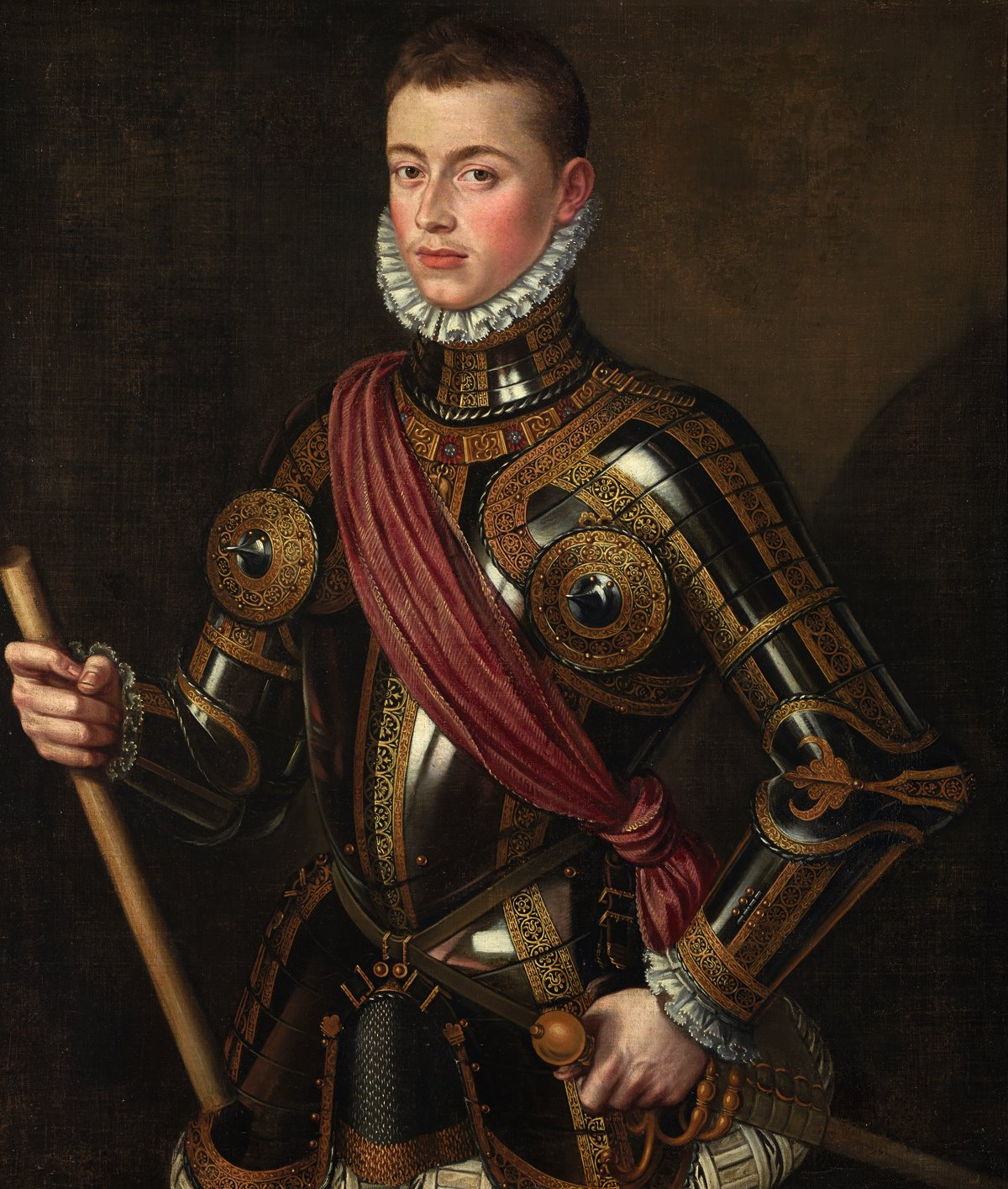
D. João de Áustria, vencedor de Lepanto

Em 1570 os turcos haviam conquistado a ilha de Chipre, a última cidadela cristã no Mediterrâneo oriental. Na esteira da dinâmica tridentina, por iniciativa de Pio V organizou-se a "Santa Liga" que levou a cabo uma autêntica Cruzada contra os turcos otomanos na famosa batalha de Lepanto. A Santa Liga, formada pela República de Veneza, República de Gênova, Espanha e pelos Estados Pontifícios reuniu poderosa frota, comandada por D. João de Áustria, meio-irmão de Filipe II da Espanha, e que só teria então 23 anos. Às suas ordens estavam os almirantes príncipe Colonna, Andrea Doria, Sebastião Venerrio e o Marquês de Santa Cruz. Em Lepanto a frota turca foi esmagada na maior batalha naval da história em 7 de outubro de 1571. A esquadra cristã era formada por 300 navios e 130 000 homens. Segundo Louis de Wohl: Cheio de alegria pelo triunfo — que lhe tinha sido anunciado por uma visão em pleno dia — o Papa Pio V instituiu a Festa de Nossa Senhora do Santíssimo Rosário, que se continua a celebrar no dia 7 de outubro.

### Gregório XIII
O Papa Gregório XIII (pontificado 1572-1585), sucedeu a Pio V. Conhecedor de direito civil e eclesiástico, adiantou o projeto de reforma de seus antecessores, reformou o calendário e introduziu o chamado Calendário Gregoriano utilizado hoje na maior parte do mundo e incentivou e protegeu as ordens religiosas e os estudos eclesiásticos. Fundou diversos estabelecimentos de ensino, o Colégio Romano, idealizado por Inácio de Loiola, tanto desenvolveu-se com a proteção pontifícia que se transformou na Universidade Gregoriana, no seu pontificado foi publicada a terceira edição do Martirológio Romano.

### Sisto V
O Papa Sisto V (pontificado 1585-1590), talentoso, firme na doutrina e ativo, deu continuidade à Reforma Católica, reorganizou a Cúria, pôs fim ao banditismo nos Estados Pontifícios, sendo grande mecenas e bom economista. Fez construir um hospital e transportou para a praça de São Pedro um obelisco egípcio, construiu vários edifícios entre os quais o da Biblioteca Vaticana e concluiu a obra do Palácio do Quirinal.

### Paulo V
O Papa Paulo V (pontificado 1605-1621) conseguiu reunir os católicos da Alemanha em torno de Fernando II de Habsburgo consolidando o catolicismo na Europa Central, proclamou beatos a Filipe Neri e Inácio de Loiola e canonizou Carlos Borromeu e Francisca Romana.

### Gregório XV
O Papa Gregório XV (pontificado 1621-1623) aumentou a Biblioteca Vaticana, criou a benemérita Congregação De Propaganda Fide, uma instituição a serviço das missões, e fixou definitivamente a forma de eleição dos papas pelos conclaves, no seu pontificado foi canonizado São Filipe Neri.

## Estudos teológicos do período reformista

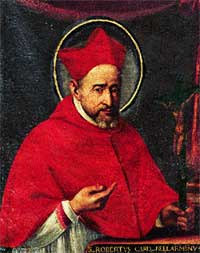
São Roberto Belarmino, cardeal, teólogo e Doutor da Igreja.

Nos séculos XVI e XVII verificou-se um grande desenvolvimento dos estudos teológicos, em parte proporcionado pela invenção recente da imprensa, pelos estudos humanistas e pela necessidade de instrução do povo, mas sobretudo deram ocasião e assunto a muitas obras os decretos, atos e estudos do Concílio de Trento:

### Exegese
Foi um dos grandes da Reforma Católica que se seguiu ao Concílio de Trento. No campo dos estudos e bíblicos e da exegese surgem edições críticas da Bíblia e as Bíblias poliglotas: Em 1572 foi editada a Bíblia Poliglota de Antuérpia, sob a direção de Arias Montanus, custeada por Filipe II da Espanha. A Bíblia Poliglota de Londres e a Bíblia Poliglota de Paris o foram no século seguinte.
Nos trabalhos de exegese bíblica desta época sobressaem as obras dos jesuítas João Maldonado, Afonso Salmerón, Francisco de Toledo Herrera e Cornélio a Lápide. Também do bispo napolitano Angellius; a de Guilherme Estius (d'Este), do oratoriano Ricardo Simon e do beneditino Agostinho Calmet.

### Dogmática
Nos estudos dogmáticos destacou-se o dominicano espanhol Melchior Cano com a sua obra "De locis theologicis". As obras teológicas deste período podem ser agrupadas em:
1. Teologia Positiva, tendo como principais autores os jesuíta Petávio com a sua obra "De dogmatibus theologicis" e o oratoriano Luís Thomassin, que concluiu a obra de Petávio e ainda Tournely dentre outros;
2. Teologia Especulativa, cultivada principalmente na Itália e na Espanha, notadamente pelo dominicano Domingos Bañez, pelo jesuíta Gabriel Vásquez, cognominado o "Agostinho espanhol", por Francisco Suárez (doutor exímio), Ruyz de Montoya e os Salmanticenses;
3. Teologia Apologética, que tinha por finalidade favorecer e promover a aproximação entre católicos e protestantes, ilustrando os conhecimentos teológicos. Estas obras tinham características populares, em parte didáticas e mesmo eruditas. Trabalharam nesta área Pedro Canísio, Bartolomeu Carranza, João Maier, Johann Faber de Heilbronn e Michael Helding, deste tempo também ficaram célebres pelas suas obras os cardeais Hosius e Du Perron. O Cardeal Belarmino S.J. foi o mais célebre pelas suas obras contra as heresias da época, que demonstrou conhecer muito bem, o que lhe granjeou não poucos inimigos dentre os hereges.[56] Também teve de suportar a sanha dos Bourbons, porque discorreu em seus escritos, de modo claro, sobre a reta doutrina sobre os direitos e deveres nas relações entre a Igreja e o Estado. Já Bossuet escreveu sobre "Histoire des variations des églises protestantes" em que faz a crítica das posições dos protestantes.[56]

### Teologia Moral

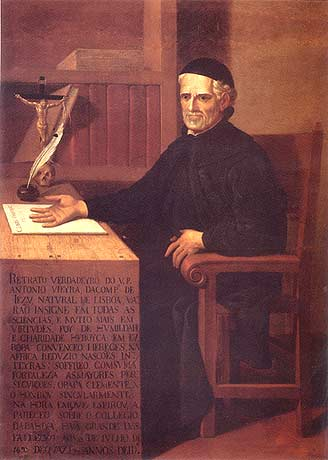
Padre Antônio Vieira S. J. célebre escritor e orador sacro do Séc. XVII

No campo da Teologia Moral surgiram, nesta época, muitos tratados sistemáticos, destes destacam-se os dos jesuítas Luís de Molina, Francisco Suárez, Leonardo Lessius, as obras dos irmãos de Lugo, João e Francisco e dos dominicanos Domingo de Soto e Bartolomeu de Medina. Entre os casuístas figuram os jesuítas Manuel de Sá, Tomás Sánchez, Paulo Laymann e Hermann Busenbaum; os franciscanos Patrício Sporer e Benjamin Elbel e os rigoristas Concina e Giovanni Vincenzo Patuzzi O. P. Sobre todos avulta a figura de Santo Afonso de Ligório, fundador dos Redentoristas, que, admitindo o probabilismo, livra-se de muitas dificuldades em que se encontravam então os teólogos e os moralistas.

### Mística
Na mística destacaram-se os incontáveis tratados de Santa Teresa de Ávila e São João da Cruz, as obras de Frei Luís de Granada, de São João de Ávila, de Bartolomeu Fernandes, de Braga, de São Francisco de Sales e os famosos Exercícios Espirituais de Santo Inácio de Loyola, também, dentre outros, escreveram obras ascéticas no mesmo período Luís de Ponte S. J. e Afonso Rodrigues S. J. que escreveu O Tratado de perfeição e virtudes cristãs e o Beato Lourenço Scupoli, teatino, redigiu O Combate Espiritual.

### História Eclesiástica
No ãmbito da história eclesiástica, arqueologia, crítica e biografias, despontaram, no período da Reforma Católica o Cardeal César Barônio, historiador, os Bolandistas, muito críticos nas Acta Santorum, os Maurinenses ou Mauristas com as suas edições dos Padres da Igreja; Na arqueologia surge Ludovico Antonio Muratori, bibliotecário em Milão e mais tarde em Módena, com o seu catálogo. Estudos especiais se fizeram então nas catacumbas de Roma.

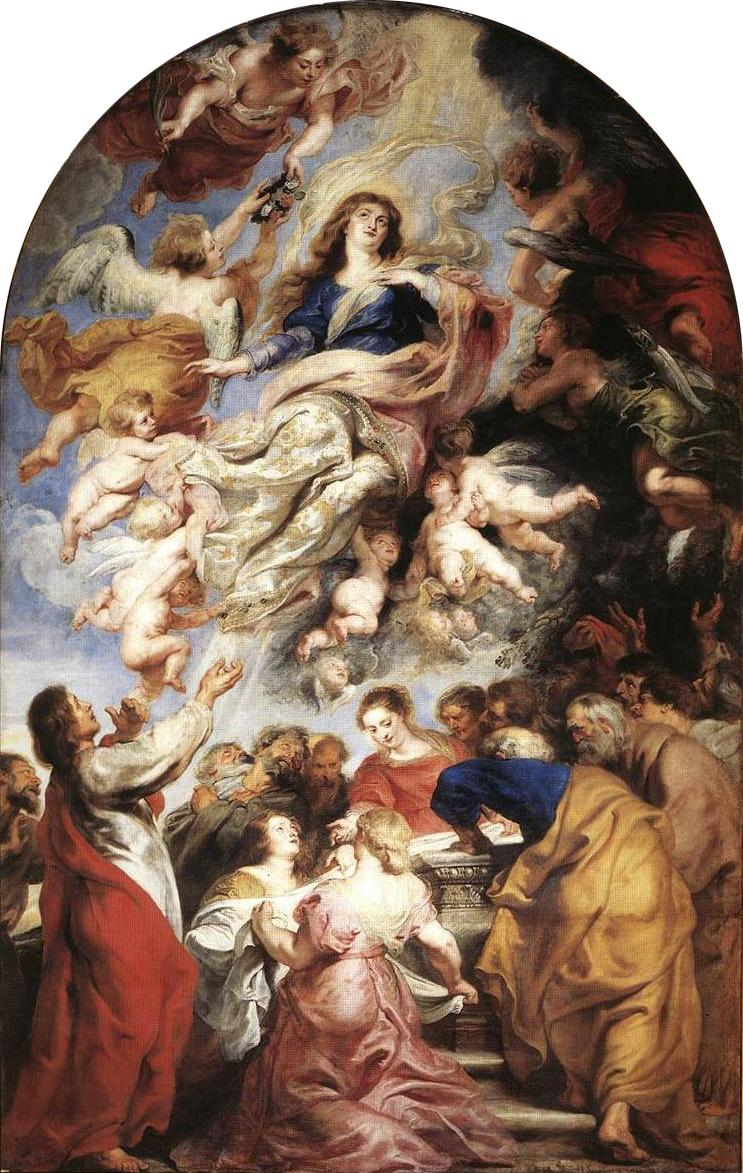
Assunção da Virgem Maria, Catedral de Antuérpia, Rubens, século XVII

### Direito Canônico
Muitos escritores católicos nos séculos XVI e XVII se ocuparam do direito e do direito canônico. Dentre eles ficaram conhecidos Schmalzgrueber S. J., Anacletus e Thomassin. Ferrari escreveu Prompta Bibliotheca canonica, juridica, moralis, theologica, necnon ascetica, polemica, rubricistica, historica e o dominicano Rocabertí a Biblioteca Maxima Pontificia. Francisco de Vitória O. P. lançou as bases do direito internacional moderno, é conhecido como um dos pais do direito internacional, defendeu a doutrina de que todos os homens são igualmente livres e com base na liberdade natural sustentou que todos têm direito à vida, à cultura e à propriedade. Frei Bartolomé de las Casas defendeu os indígenas do Novo Mundo sugerindo que fossem "tratados com toda suavidade, de acordo com a doutrina de Cristo". Os seus argumentos "deram forças a todos aqueles que, no seu tempo e nos séculos seguintes, trabalharam persuadidos de que todas as pessoas do mundo são seres humanos, com as capacidades e as responsabilidades próprias dos homens".

### Oratória Sacra
Para além dos pregadores franceses como Bossuet, Bourdaloue e Fénelon é grande o número de oradores sacros, como Paolo Segneri S. J., Padre Antônio Vieira S. J., João Faber, Abraham a Sancta Clara, Leonard Goffiné, este premonstratense, o capuchinho Martim de Cochem e o oratoriano Jean Lejeune dentre outros.

## Lista de santos da Reforma Católica
Abaixo uma lista de santos que viveram na época da Contrarreforma:

### Individuais
- Afonso Rodrigues
- André Avelino
- André Bobola
- Angela Merici
- Antônio Maria Zaccaria
- Bartolomeu dos Mártires
- Benedito, o Mouro
- Caetano de Thiene
- Camilo de Lellis
- Carlos Borromeu
- Catarina de Ricci
- Edmundo Campion
- Estanislau Kostka
- Félix de Cantalice
- Fiel de Sigmaringa
- Filipe de Jesus
- Filipe Néri
- Francisco de Borja
- Francisco de Sales
- Francisco Solano
- Francisco Xavier
- Germana Cousin
- Inácio de Loyola
- Jerónimo Emiliano
- Joana de Chantal
- Joana de Lestonnac
- João Berchmans
- João da Cruz
- João de Ávila
- João de Deus
- João de Ribera
- João Eudes
- João Leonardo
- John Fisher
- Jonh Houghton
- José de Anchieta
- José de Calasanz
- Juan Macías
- Lourenço de Brindisi
- Luís de Gonzaga
- Luísa de Marillac
- Maria Madalena de Pazzi
- Miguel de Sanctis
- Papa Pio V
- Pascoal Bailão
- Paulo Miki
- Pedro Canísio
- Pedro Claver
- Pedro de Alcântara
- Roberto Belarmino
- Roque González de Santa Cruz
- Rosa de Lima
- Teresa de Ávila
- Thomas More
- Tomás de Vilanova
- Vicente de Paulo

### Grupos
- Mártires canadenses
- Mártires de Cunhaú e Uruaçu
- Mártires de Gorcum
- Quarenta Mártires da Inglaterra e Gales
- Quarenta Mártires do Brasil